# Kaysun
La Fortezza di Kaysun  (in turco Kaysun Kalesi) chiamata anche Beysun o Geysun, si trova vicino alla cittadina di Çakırhüyük, nel comune di Besni, provincia di Adıyaman, nel sud-est rurale della  Turchia.
Fu una roccaforte della Contea di Edessa, uno degli stati crociati.
Nel 1131 fu assediata dai Danishmendidi di Ghazi II Gümüshtigin e 
Joscelin I, Conte di Edessa, accorse per aiutare i difensori, morendo poco dopo nelle vicinanze.